# (6104) Takao
(6104) Takao (1993 HZ) – planetoida z pasa głównego asteroid okrążająca Słońce w ciągu 4,45 lat w średniej odległości 2,71 j.a. Odkryta 16 kwietnia 1993 roku.